# Lycosa nigromarmorata
Lycosa nigromarmorata là một loài nhện trong họ Lycosidae.
Loài này thuộc chi Lycosa. Lycosa nigromarmorata được Cândido Firmino de Mello-Leitão miêu tả năm 1941.